# 王象麟
王象麟，祖籍不詳，清朝政治人物。
出身不詳。康熙十六年（1677年），接替朱经任福建永安县知县一职，1678年由高岩接任。